# Madracis hellana
Madracis hellana är en korallart som beskrevs av Milne Edwards och Jules Haime 1850. Madracis hellana ingår i släktet Madracis och familjen Pocilloporidae.
Artens utbredningsområde är Indiska oceanen. Inga underarter finns listade i Catalogue of Life.